# Khatam

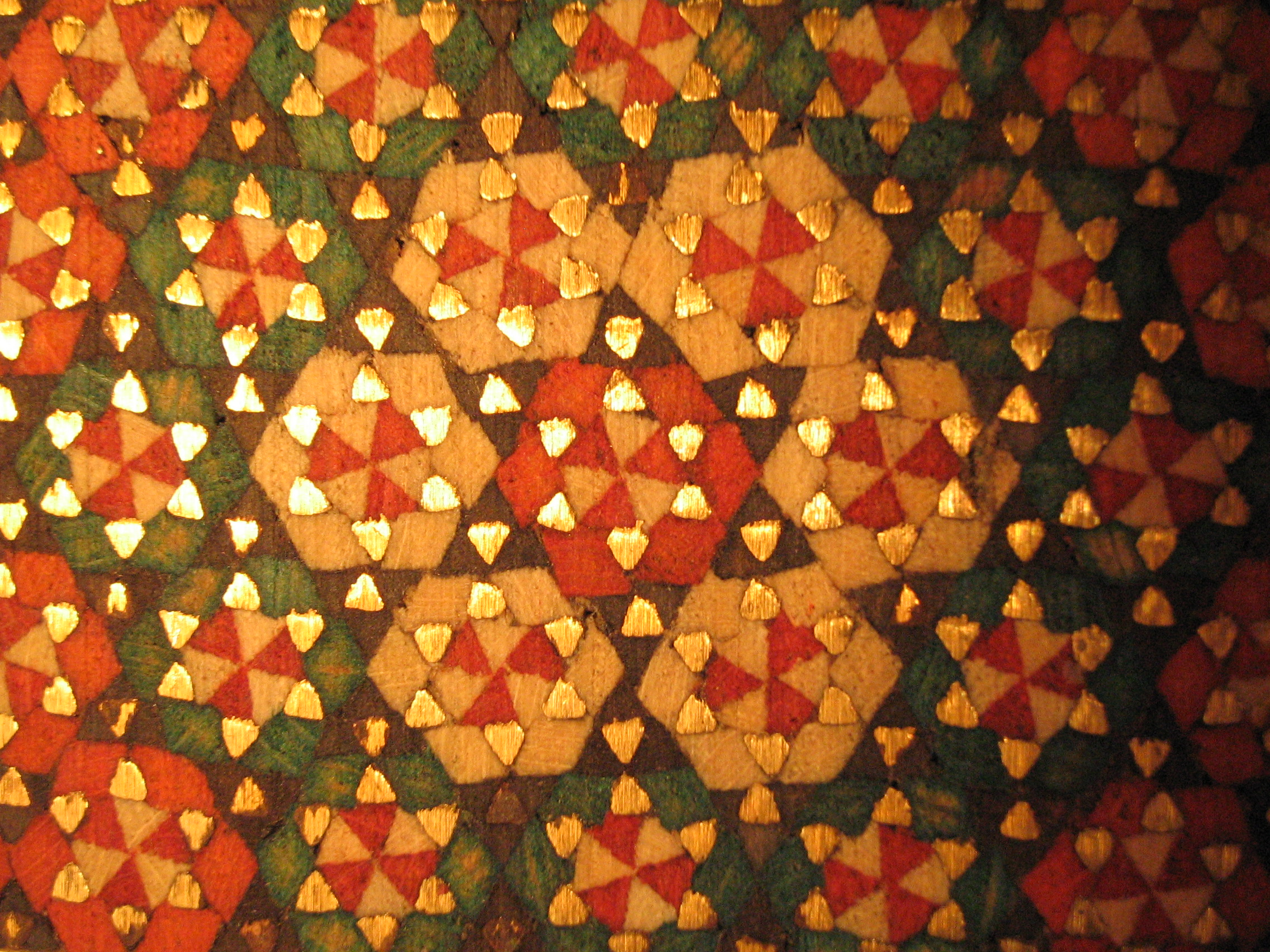
Detall d'una caixa iraniana típica, decorada amb khatam.

Khatam (persa: خاتم) és una tècnica antiga persa d'incrustació. És una versió de marqueteria on les formes d'art es realitzen decorant la superfície dels articles de fusta amb delicades peces de fusta, ossos i metalls amb dissenys geomètrics intricats. Khatam-kari (persa : خاتمکاری) o khatam-bandi (persa : خاتمبندی) es refereix a l'art d'elaborar un khatam. Els materials més comuns que s'utilitzen en la construcció d'incrustacions són or, plata, llautó, alumini i filferro trenat.

## Disseny i construcció
El disseny d'articles incrustats és un procés molt elaborat. En una obra de qualitat normalment hi ha una mitjana de mes de 400 peces per polzada quadrada. Es poden trobar aproximadament 250 peces de metall, ossos, ivori i deferents tipus de fusta a cada centímetre cúbic de treball incrustat. Es col·loquen una al costat de l'altra, s'enganxen per etapes, s'allisen, se'ls posa una mica de greix per a greixar i es poleixen. Els articles incrustats durant l'era de Safávida van adquirir un significat especial a mesura que els artistes creaven les seves precioses obres d'art. Les fustes utilitzades inclouen les de betel, noguera, xiprer i pi. Aquests treballs s'inclouen en portes i finestres, marcs de mirall, caixes de l'Alcorà, caixes amb incrustacions, plomes i portalápices, llanternes i altars.

## Exemples

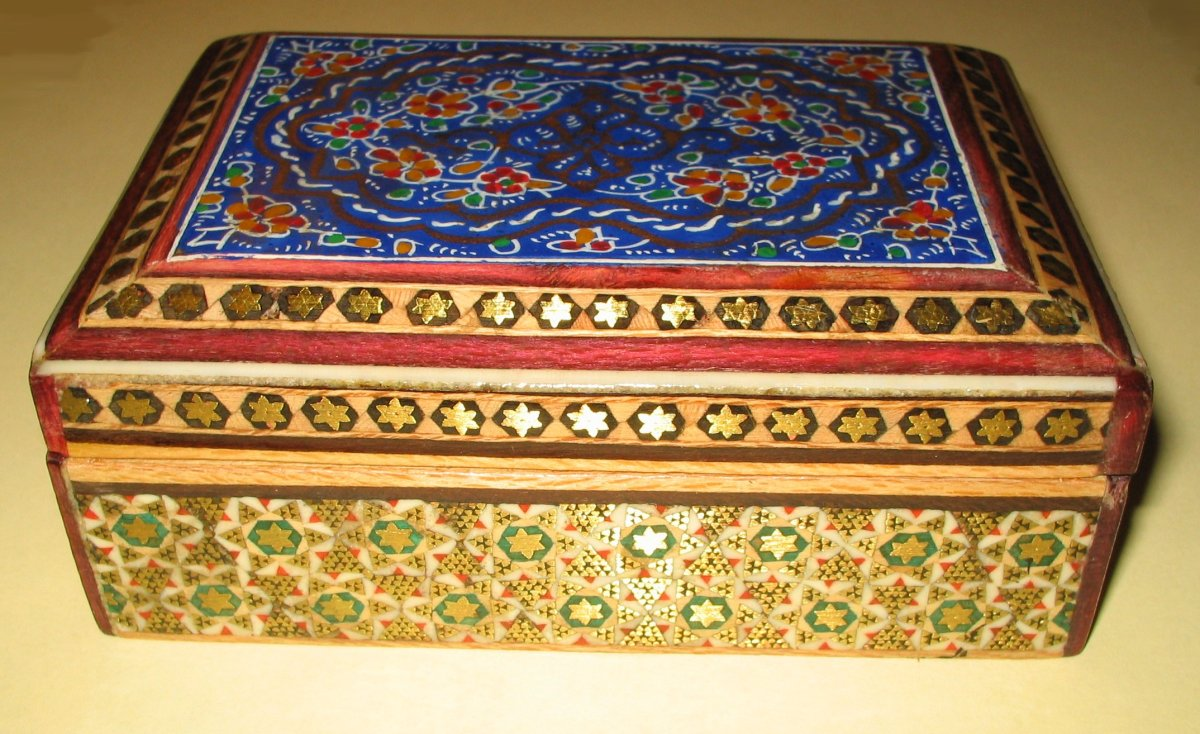
Una caixa de marqueteria de Khatam senzilla decorada amb patrons geomètrics de triangles i estels de 6 punts en els seus costats, i un disseny floral en la seva tapa.

L'ornamentació de les portes dels llocs sagrats consisteix predominantment en motius incrustats. Es poden observar mostres d'aquests a les ciutats de Mashad, Qom, Siraz i Rayy. Durant l'era safávida, l'art de la marqueteria va florir a les ciutats del sud de l'Iran, especialment en Esfahan, Shiraz i Kermán, durant aquesta època era tan benvingut a la cort que alguns prínceps van aprendre la tècnica, així com ho van fer amb la música, la pintura o la cal·ligrafia. Les habitacions amb ornaments incrustats al Palau de Saadabad i al Palau de Marbre de Teheran es troben entre les obres mestres d'aquest art.
Als segles xviii i xix, els treballs en khatam van entrar en declivi, abans de ser retornat a la moda durant el regnat del Resa Shah, que va promoure la creació d'escoles d'artesania a les principals ciutats del seu país.

## Tècnica
La tècnica consisteix amb uns patrons que en general són formats en forma d'estel, amb una incorporació de tires fines de diverses fustes de llautó per a les parts daurades, i normalment os de camell, —l'ivori, l'or i la plata també s'usen especialment per a col·leccionistes. Aquestes barres o tires s'acoblen primer en feixos triangulars, es tornen a acoblar i s'enganxen en paquets en un ordre estricte per formar un cilindre d'uns 70 cm., que el seu tall mostra la unitat bàsica de la decoració final, per exemple: un estel de sis puntes continguda en un hexàgon. Aquests cilindres es tallen en cilindres més curts, després es comprimeixen i s'assequen entre dues plaques de fusta, abans de sotmetre's a un tall final que produeix rodanxes d'aproximadament 1 mm d'espessor. Aquests últims estan llestos per ser xapats i enganxats a fi de suport i ser decorats abans de ser lacats. Es poden pre escalfar per estovar, si l'objecte és corb i així poder unir bé les corbes.

## Segle XXI
El khatam es practica a Esfahan, Shiraz i Teheran. L'art de la fusta incrustada i sudorífica es duu a terme als tallers de l'Organització del Patrimoni Cultural de l'Iran, així com en tallers privats.
Bagher Hakim-Elahi (باقرحكيمالهى) era un mestre d'aquest art, i va aprendre les tècniques del mestre Sanegi Khatam a Shiraz. Més tard dutant la seva vida, es va mudar a Teheran, i va continuar fent obres amb l'art de khatam, actualment s'exposen en museus de l'Iran. També va ensenyar l'art al seu germà menor Asadolah Hakim-Elahi (اسدالله حكيمالهى). Tots dos son morts.